# Sistema de crédito mutuo
En un sistema monetario de crédito mutuo la moneda utilizada en una transacción se crea en el momento de la transacción. Los Sistemas de intercambio local y Bancos de Tiempo son sistemas de crédito mutuo. El efecto es como un préstamo pero sin intereses, toda deuda se convierte en ingreso para otros miembros del sistema, la suma total de todos los saldos del sistema es cero.

## Ventajas y desventajas
Una de las ventajas económicas del crédito mutuo es que la masa monetaria se autorregula, se expande o se contrae cuando se necesita, sin ningún tipo de autoridad de gestión. La disponibilidad de préstamos sin intereses es una gran ventaja para los miembros del sistema.
Una desventaja del crédito mutuo, al igual que con cualquier forma de crédito, es la posibilidad de explotar el sistema mediante la creación de un balance negativo y luego salir del sistema. Sin embargo esta desventaja se puede subsanar limitando el crédito a los miembros nuevos o poco confiables. Los sistemas de crédito más comunes son pequeños (menos de 2000 miembros) porqué para su correcto funcionamiento es necesario una comunidad de confianza.

## Ejemplos y tipos de sistemas
LETS, Tienda del tiempo de Cincinnati son ejemplos de crédito mutuo. Se han propuesto un número de diferentes sistemas de crédito mutuo. Este sistema se puede combinar con una serie de características del sistema de la moneda alternativa.